# Dent Blanche (bergstopp i Schweiz, Valais)
Dent Blanche är en bergstopp i Schweiz.   Den ligger i distriktet Sierre och kantonen Valais, i den södra delen av landet. Toppen på Dent Blanche är 4 358 meter över havet.
Dent Blanche är den högsta toppen i ett område med 5 km radie. Närmaste större samhälle är Zermatt, 10,7 km öster om Dent Blanche.
Trakten runt Dent Blanche består i huvudsak av kala bergstoppar och isformationer.